# Crocidura somalica
Crocidura somalica — вид ссавців родини мідицевих (Soricidae). Зустрічається в Ефіопії, Малі, Сомалі та Судані. Його природне місце існування — суха савана.